# Kruse
Kruse (også Kruuse) er et dansk/nordtysk efternavn. Navnet betyder kruset el. krøllet. Den latiniserede form er Crusius. I 2015 bar 3.649 danskere efternavnet Kruse, 307 bar efternavnet Kruuse . Kruse er også navnet på et jysk adelsslægt.

## Kendte personer med navnet
- Anders Kruuse, dansk arkitekt
- Enevold Kruse, dansk adelsmand og statholder i Norge
- Frederik Vinding Kruse, dansk jurist
- Jens Kruuse, dansk forfatter og modstandsmand
- Lars Kruse, dansk fisker og redningsmand
- Lauritz Kruse, dansk forfatter
- Line Kruse, dansk skuespiller
- Marie Kruse, dansk skolebestyrer
- Merete Kruuse, dansk forfatter
- Mogens Kruse, dansk officer og godsejer, far til Ulrik Christian Kruse
- Ulrik Christian Kruse, dansk officer
- Vibeke Kruse, Christian 4.s elskerinde